# Șintereag (gmina)
Șintereag – gmina w Rumunii, w okręgu Bistrița-Năsăud. Obejmuje miejscowości Blăjenii de Jos, Blăjenii de Sus, Caila, Cociu, Șieu-Sfântu, Șintereag i Șintereag-Gară. W 2011 roku liczyła 3576 mieszkańców.